# Geissolomataceae
Geissolomataceae (Geissolomataceae  Endl.) es una familia con un solo género Geissoloma que tiene una sola especie: Geissoloma marginata (L.) A.Juss.,  de fanerógamas nativa de la provincia de El Cabo en Sudáfrica. Es un arbusto xerófita perenne que es conocido por acumular aluminio. 

## Descripción
Las hojas son opuestas, coriáceas, con pequeñas estípulas sobre los peciolos. Las flores son hermafroditas con cuatro sépalos rojos a rosados. Cuatro pétalos parcialmente unidos, 8 sépalos y 4 carpelos. El fruto es una cápsula con cuatro semillas. 

## Taxonomía
Geissoloma marginata fue descrita por el botánico austriaco, numismático, sinólogo y director del Jardín Botánico de Viena Stephan Ladislaus Endlicher y publicado en Annales des Sciences Naturelles, Botanique III, 6: 27, en el año 1846.

## Sinonimia
- Geissoloma tomentosum Kunth
- Penaea marginata L.